# إمقاريت
إمقاريت (بالمالطية: Imqaret) هي حلويات مالطية تقليدية مصنوعة من معجنات محشوة بالتمر. الكلمة في المالطية جمع "مقروط" (على شكل ماسة)، وتشير إلى الشكل الماسي للحلوى، رغم أنها غالبًا تُباع بشكل مستطيل. تحظى بشعبية واسعة في مالطا، وتُباع في أسواق الشوارع، وأعياد القرى، وأحيانًا تُقدَّم مع الآيس كريم.
تُقلى الإمقاريت وعادةً ما تُنقع بنكهات اليانسون وأوراق الغار أثناء التحضير. وتُحضّر كل قطعة على حدة عن طريق طي العجينة ووضع الحشوة في وسطها. ونظرًا لطول العجينة، تُقطع منها عدة قطع بعد القلي العميق.
الإمقاريت ذات أصل عربي، وقد أُدخلت إلى الجزيرة خلال الغزو العربي بين عام 870 م والقرن الحادي عشر. وتوجد حلوى مشابهة تُعرف باسم المقروط أو المقرود أو المقرود على الضفة المقابلة في تونس، وهي مشهورة أيضًا في الجزائر والمغرب بأسماء المقروط، المقروط، المقريط.

## معرض صور

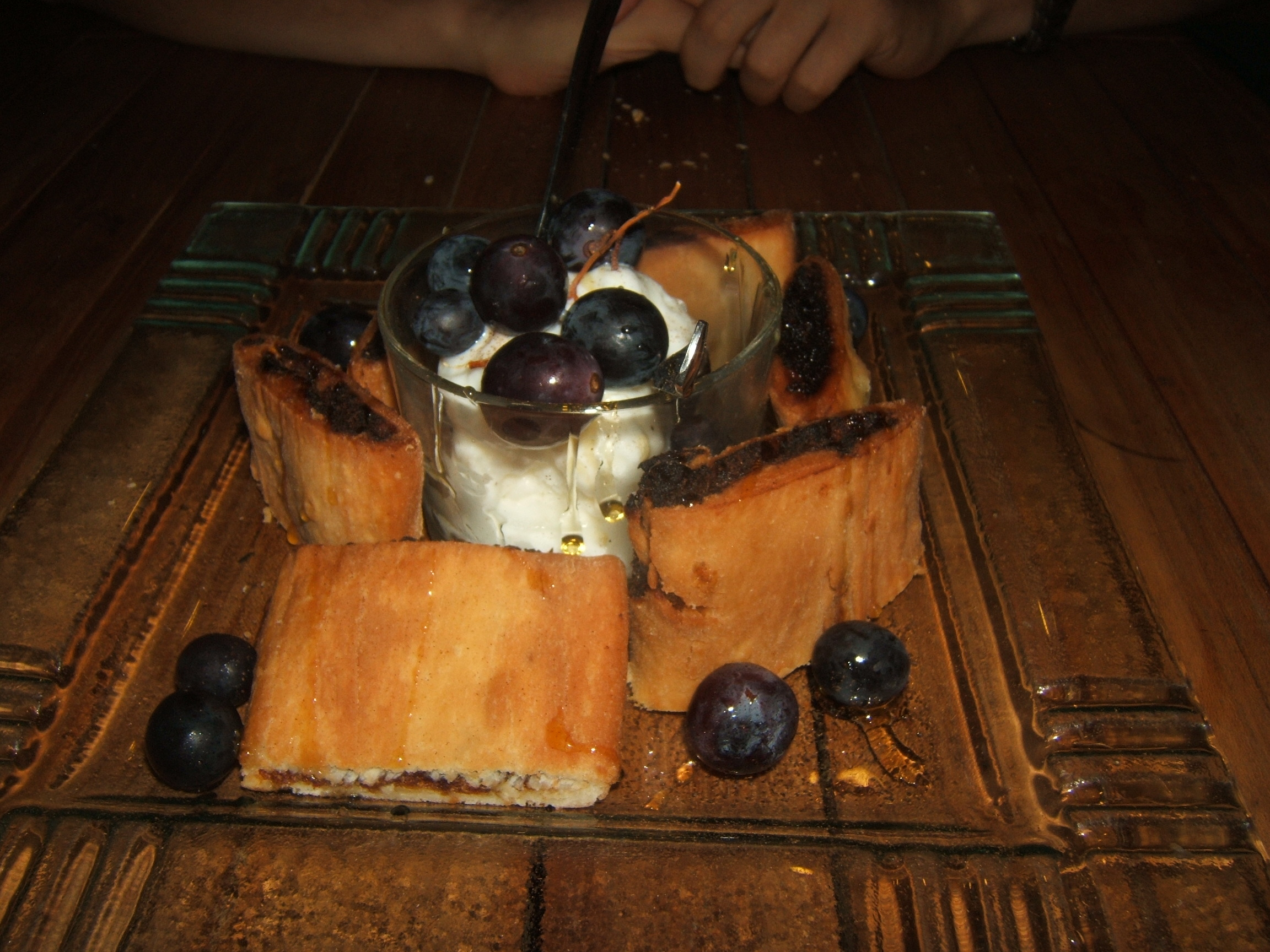
إمقارت تقدم مع آيس كريم مالطا

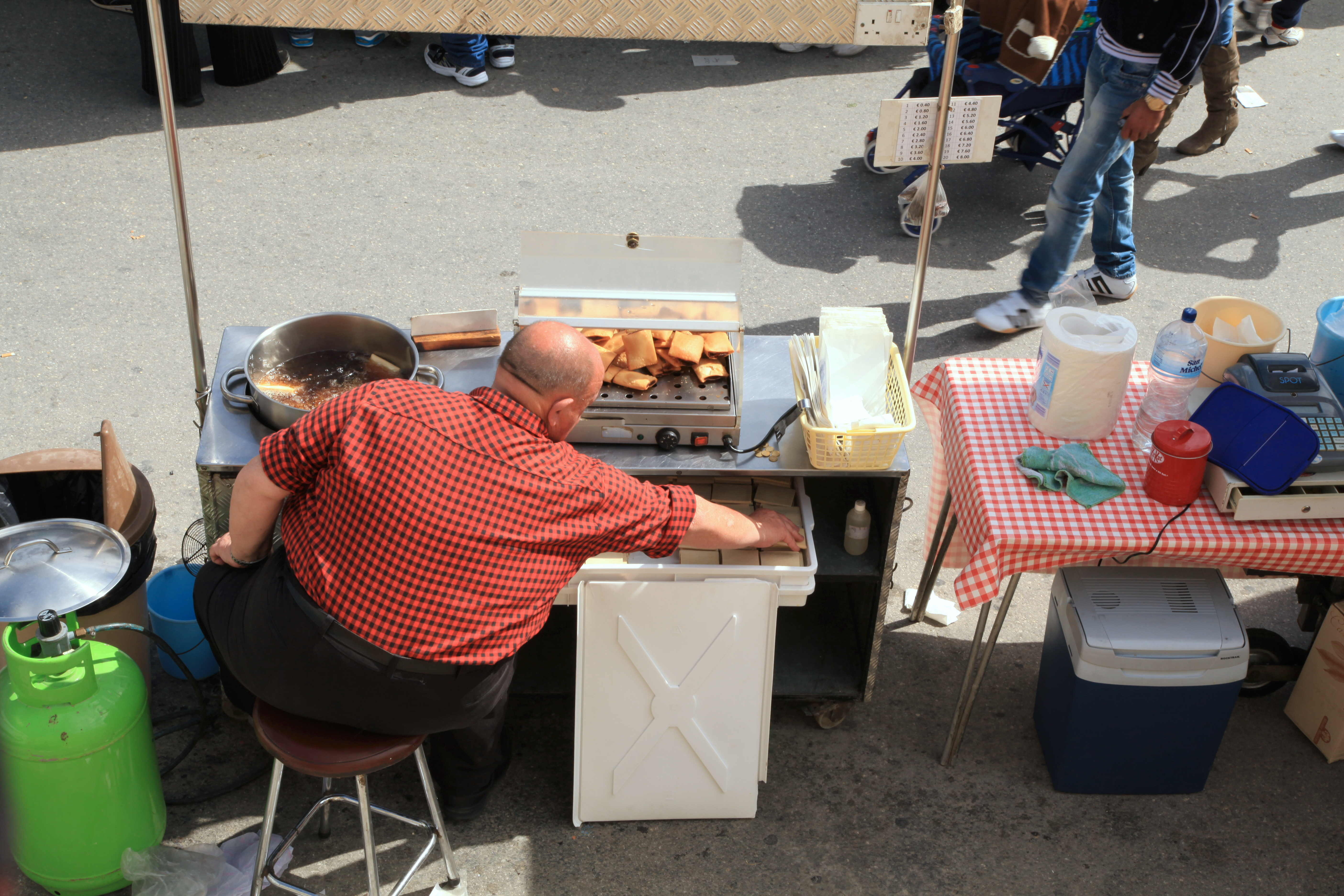
إمقاريت بائع متجول، مارساكسلوك